# Eleições estaduais em Mato Grosso do Sul em 1990
As eleições estaduais em Mato Grosso do Sul em 1990 ocorreram em 3 de outubro como parte das eleições em 26 estados e no Distrito Federal. Foram eleitos o governador Pedro Pedrossian, o vice-governador Ary Rigo, o senador Levy Dias oito deputados federais e vinte e quatro estaduais. Como o candidato a governador mais votado recebeu mais de metade mais um dos votos válidos, o pleito foi decidido em primeiro turno e conforme a Constituição, o governador foi eleito para um mandato de quatro anos com início em 15 de março de 1991.
Natural de Miranda, na época uma cidade pertencente a Mato Grosso, o engenheiro civil Pedro Pedrossian formou-se na Universidade Presbiteriana Mackenzie em São Paulo e ao voltar para seu estado foi trabalhar em Três Lagoas como engenheiro residente na Estrada de Ferro Noroeste do Brasil e depois chefiou uma divisão da mesma na cidade de Campo Grande. Assessor do presidente da Rede Ferroviária Federal no Rio de Janeiro, foi nomeado diretor da Estrada de Ferro Noroeste do Brasil em 1961 no gabinete parlamentarista de Tancredo Neves durante o governo do presidente João Goulart, mantendo-se no cargo por três anos. Correligionário de Filinto Müller, foi eleito governador de Mato Grosso via  PSD em 1965, poucos dias antes do Regime Militar de 1964 outorgar o bipartidarismo através do Ato Institucional Número Dois, motivo pelo qual ingressou na ARENA cumprindo um mandato de cinco anos à frente do Palácio Alencastro.
O retorno de Pedro Pedrossian à política ocorreu quando o Governo Ernesto Geisel criou Mato Grosso do Sul e ele foi eleito senador pelo estado em 1978. Com a restauração do pluripartidarismo ingressou no PDS em 1980 e nesse mesmo ano renunciou ao mandato parlamentar quando o presidente João Figueiredo o nomeou governador de Mato Grosso do Sul. A partir da Nova República filiou-se ao PTB e foi derrotado por Saldanha Derzi na eleição para senador em 1986 graças às sublegendas do PMDB. Rearticulou-se politicamente e retornou ao governo sul-mato-grossense por eleição direta em 1990.
Natural de Passo Fundo, o engenheiro agrônomo Ary Rigo foi eleito deputado estadual pela ARENA em 1978, reeleito pelo PDS em 1982 e pelo PFL em 1986, participando da Assembleia Estadual Constituinte de 1989. Após nova troca de partido, foi eleito vice-governador de Mato Grosso do Sul via PST na chapa de Pedro Pedrossian em 1990.

## Resultado da eleição para governador
Segundo o Tribunal Regional Eleitoral de Mato Grosso do Sul foram apurados 703.182 votos nominais (81,81%), 84.346 votos em branco (9,81%) e 71.977 votos nulos (8,38%), resultando no comparecimento de 859.505 eleitores.
| Candidatos a governador do estado | Candidatos a vice-governador  | Número | Coligação                                                       | Votação | Percentual |
| --------------------------------- | ----------------------------- | ------ | --------------------------------------------------------------- | ------- | ---------- |
| Pedro Pedrossian PTB              | Ary Rigo PST                  | 14     | Frente das Oposições (PTB, PST, PDS, PRN, PDC, PL, PSD)         | 417.589 | 59,39%     |
| Gandi Jamil PDT                   | Celina Jallad PMDB            | 12     | Movimento Popular de Renovação (PDT, PMDB, PFL, PSDB, PTR, PMN) | 217.289 | 30,90%     |
| Manoel Camargo Ferreira Bronze PT | Irene Margarida Lajos Kemp PT | 13     | Frente Mato Grosso do Sul Popular (PT, PSB, PCB, PCdoB)         | 68.304  | 9,71%      |
| Fontes:                           |                               |        |                                                                 |         |            |

## Biografia do senador eleito

### Levy Dias
Para senador venceu Levy Dias, advogado natural de Aquidauana e graduado em 1970 pela Universidade Federal de Uberlândia. Também empresário, trabalhou na Companhia de Desenvolvimento de Mato Grosso no governo Pedro Pedrossian. Filiado à ARENA foi eleito deputado estadual em 1970 e prefeito de Campo Grande em 1972. Eleito deputado federal por Mato Grosso do Sul em 1978, passou pelo MDB e PMDB, mas com Pedro Pedrossian à frente do governo estadual, foi nomeado prefeito de Campo Grande e depois reeleito deputado federal pelo PDS em 1982. Ausente da votação da Emenda Dante de Oliveira em 1984, votou em Tancredo Neves no Colégio Eleitoral em 1985, mesmo ano em que ingressou no PFL e foi derrotado por Juvêncio da Fonseca ao disputar a prefeitura de Campo Grande, todavia foi reeleito deputado federal em 1986 ajudando a elaborar a Constituição de 1988 e foi eleito senador via PST em 1990. Na véspera da posse mudou para o PTB, votando a favor do impeachment de Fernando Collor em 1992.

## Resultado da eleição para senador
Segundo o Tribunal Regional Eleitoral de Mato Grosso do Sul foram apurados 630.552 votos nominais (73,36%), 158.393 votos em branco (18,43%) e 70.560 votos nulos (8,21%), resultando no comparecimento de 859.505 eleitores.
| Candidatos a senador da República | Candidatos a suplente de senador                 | Número | Coligação                                                       | Votação | Percentual |
| --------------------------------- | ------------------------------------------------ | ------ | --------------------------------------------------------------- | ------- | ---------- |
| Levy Dias PST                     | Ayres Marques PDS Albino Mendes -                | 521    | Frente das Oposições (PTB, PST, PDS, PRN, PDC, PL, PSD)         | 301.752 | 47,85%     |
| Juvêncio da Fonseca PMDB          | Jose Augusto Lopes Sobrinho - Anete Silva Melo - | 151    | Movimento Popular de Renovação (PDT, PMDB, PFL, PSDB, PTR, PMN) | 279.121 | 44,27%     |
| Pedro Teruel PT                   | Ricardo Brandão PT Lauro Bulaty PCdoB            | 131    | Frente Mato Grosso do Sul Popular (PT, PSB, PCB, PCdoB)         | 49.679  | 7,88%      |
| Fontes:                           |                                                  |        |                                                                 |         |            |

## Deputados federais eleitos
São relacionados os candidatos eleitos com informações complementares da Câmara dos Deputados.

Representação eleita
  PTB: 3
  PST: 2
  PRN: 1
  PFL: 1
  PMDB: 1

| Número  | Deputados federais eleitos | Partido | Votação | Percentual | Cidade onde nasceu | Unidade federativa |
| 5222    | Flávio Derzi               | PST     | 61.203  |            | Campo Grande       | Mato Grosso do Sul |
| 1415    | Marilu Guimarães           | PTB     | 52.463  |            | Campo Grande       | Mato Grosso do Sul |
| 5211    | Waldir Guerra              | PST     | 38.673  |            | Soledade           | Rio Grande do Sul  |
| 3636    | Elísio Curvo               | PRN     | 28.887  |            | Corumbá            | Mato Grosso do Sul |
| 1460    | José Elias Moreira         | PTB     | 25.315  |            | Poços de Caldas    | Minas Gerais       |
| 2511    | George Takimoto            | PFL     | 24.432  |            | Lavínia            | São Paulo          |
| 1414    | Nelson Trad                | PTB     | 24.053  |            | Aquidauana         | Mato Grosso do Sul |
| 1506    | Valter Pereira             | PMDB    | 22.340  |            | Campo Grande       | Mato Grosso do Sul |
| Fontes: |                            |         |         |            |                    |                    |

## Deputados estaduais eleitos
São relacionados apenas os candidatos eleitos com informações complementares da Assembleia Legislativa de Mato Grosso do Sul.

Representação eleita
  PTB: 7
  PST: 5
  PDT: 4
  PMDB: 3
  PSDB: 2
  PRN: 1
  PFL: 1
  PT: 1

| Número  | Deputados estaduais eleitos | Partido | Votação | Percentual | Cidade onde nasceu  | Unidade federativa |
| 52113   | Londres Machado             | PST     | 26.355  |            | Rio Brilhante       | Mato Grosso do Sul |
| 12211   | Oscar Goldoni               | PDT     | 17.520  |            | Anta Gorda          | Rio Grande do Sul  |
| 52152   | Alberto Rondon              | PST     | 14.816  |            | Campo Grande        | Mato Grosso do Sul |
| 52111   | Maurício Picarelli          | PST     | 13.992  |            | Bauru               | São Paulo          |
| 45125   | André Puccinelli            | PSDB    | 13.764  |            | Viareggio           | Itália             |
| 15116   | Valdenir Machado            | PMDB    | 12.681  |            | Ribeirão dos Índios | São Paulo          |
| 14141   | Fernando Saldanha           | PTB     | 12.413  |            | Ponta Porã          | Mato Grosso do Sul |
| 15106   | Waldemir Moka               | PMDB    | 11.403  |            | Bela Vista          | Mato Grosso do Sul |
| 12121   | Roberto Razuk               | PDT     | 11.130  |            | Campo Grande        | Mato Grosso do Sul |
| 52120   | Santos Tomazelli            | PST     | 9.194   |            | Itaquiraí           | Mato Grosso do Sul |
| 36160   | Humberto Teixeira           | PRN     | 9.145   |            | Guanambi            | Bahia              |
| 14111   | Valdomiro Gonçalves         | PTB     | 8.926   |            | Paranaíba           | Mato Grosso do Sul |
| 45112   | Eder Brambilla              | PSDB    | 8.379   |            | Araraquara          | São Paulo          |
| 12250   | José Carlos Monteiro        | PDT     | 8.079   |            | Ponta Porã          | Mato Grosso do Sul |
| 15151   | Franklin Masruha            | PMDB    | 7.904   |            | Coxim               | Mato Grosso do Sul |
| 25185   | Cícero de Souza             | PFL     | 7.696   |            | Campo Grande        | Mato Grosso do Sul |
| 14140   | Claudinei da Silva          | PTB     | 7.430   |            | Marialva            | Paraná             |
| 14170   | Waldir Neves                | PTB     | 7.215   |            | Miranda             | Mato Grosso do Sul |
| 14150   | Wilson Roberto Mariano      | PTB     | 7.074   |            | Paranaíba           | Mato Grosso do Sul |
| 52121   | José Pedro Batiston         | PST     | 6.985   |            | Lins                | São Paulo          |
| 12101   | Loester Nunes               | PDT     | 6.797   |            | Nioaque             | Mato Grosso do Sul |
| 14115   | Armando Anache              | PTB     | 6.771   |            | Corumbá             | Mato Grosso do Sul |
| 14114   | Aluízio Borges              | PTB     | 6.597   |            | Campo Grande        | Mato Grosso do Sul |
| 13111   | Zeca do PT                  | PT      | 4.217   |            | Porto Murtinho      | Mato Grosso do Sul |
| Fontes: |                             |         |         |            |                     |                    |